# موتورولا دایناتک
دایناتک مجموعه ای از تلفن‌های همراه است که توسط موتورولا از سال ۱۹۷۳ تا ۱۹۹۴ تولید شد. موتورولا دایناتک ۸۰۰۰ ایکس در ۳ آوریل ۱۹۷۳ تأییدیه اف سی‌سی ایالات متحده آمریکا را دریافت کرد. شارژ کامل تقریباً ۱۰ ساعت طول کشید و ۳۰ دقیقه زمان مکالمه را ارائه داد. همچنین یک صفحه نمایش ال‌ئی‌دی برای شماره‌گیری یا فراخوانی یکی از ۳۰ شماره تلفن ارائه می‌دهد. قیمت آن در سال ۱۹۷۳، ۳۹۹۵ دلار آمریکا، سال انتشار تجاری آن، معادل ۲۸٬۲۹۷ دلار در سال ۲۰۲۴ بود.

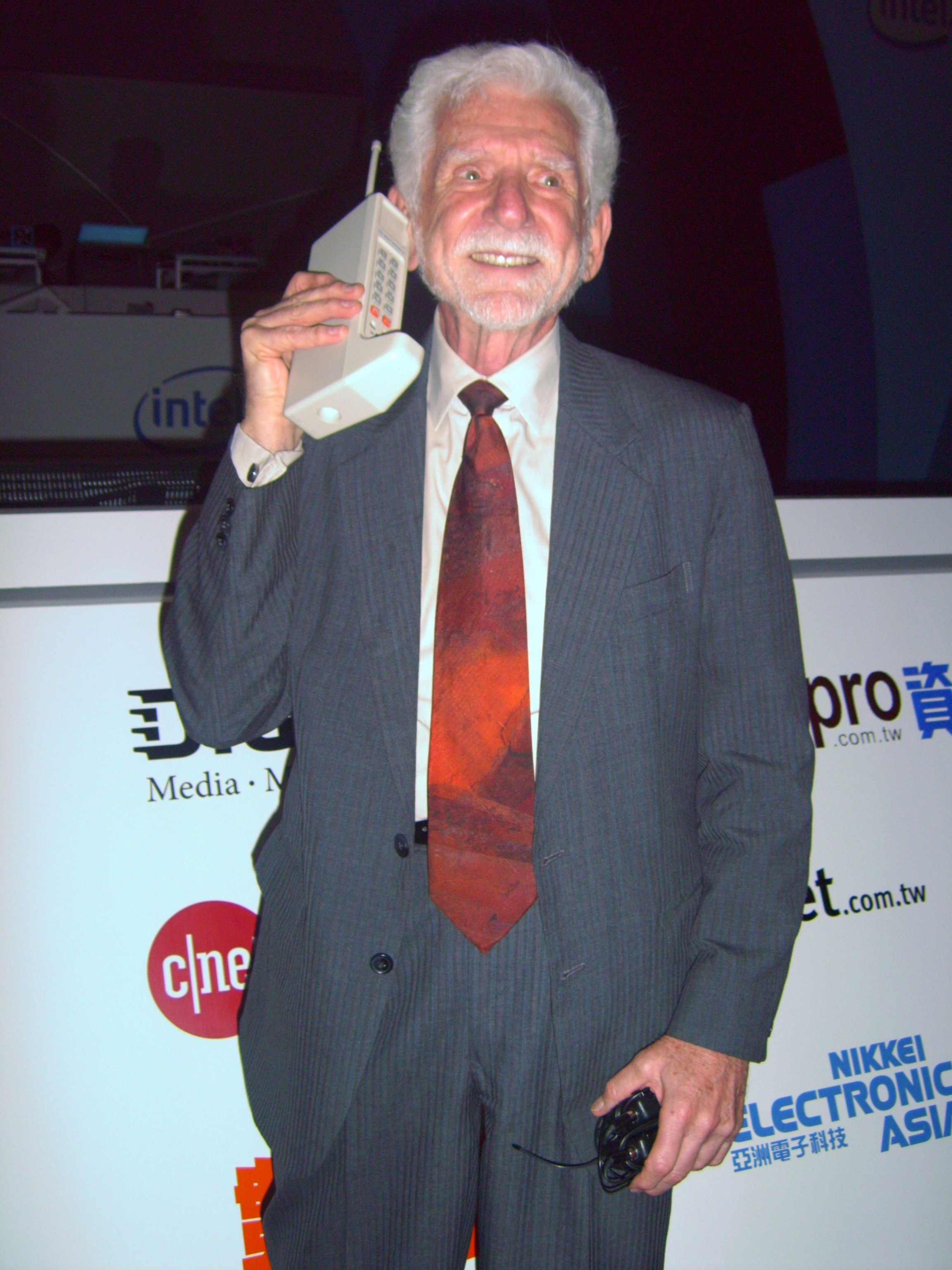
مهندسی برق، مارتین کوپر از موتورولا، اولین تماس تلفن همراه دستی عمومی را بر روی نمونه اولیه مدل دایناتک در ۳ آوریل ۱۹۷۳ انجام داد. این یک بازسازی در سال ۲۰۰۷ است.

چندین مدل دنبال شد، از سال ۱۹۸۳ با دهه ۸۰۰۰ شروع شد و تا کلاسیک II در سال ۱۹۹۳ با به‌روزرسانی‌های دوره‌ای با افزایش فرکانس ادامه یافت. دایناتک در بسیاری از نقش‌ها با موتورولا میکروتاک بسیار کوچکتر در سال ۱۹۸۹ که برای اولین بار معرفی شد جایگزین شد و در زمان عرضه موتورولا استارتاک در سال ۱۹۹۶، منسوخ شده بود.

## تاریخچه
اولین تلفن همراه نقطه اوج تلاش‌هایی بود که در آزمایشگاه‌های بل آغاز شد، که برای اولین بار ایده یک سیستم تلفن همراه را در سال ۱۹۴۷ ارائه کرد و همچنان به کمیسیون ارتباطات فدرال (اف سی‌سی) برای کانال‌هایی در دهه‌های ۱۹۵۰ و ۱۹۶۰ و تحقیقات انجام شده در موتورولا درخواست داد. در سال ۱۹۶۰، مهندس برق جان اف. میچل مهندس ارشد موتورولا برای محصولات ارتباطات سیار آن شد. میچل بر توسعه و بازاریابی اولین پیجری که از ترانزیستور استفاده کرد نظارت داشت.
موتورولا مدت‌هاست تلفن‌های همراهی را برای خودروهایی تولید می‌کرد که بزرگ و سنگین بودند و انرژی زیادی مصرف می‌کردند که امکان استفاده از آن‌ها را بدون روشن شدن موتور خودرو فراهم می‌کرد. تیم میچل، که شامل مارتین کوپر بود، تلفن همراه قابل حمل را توسعه داد و میچل از جمله کارمندان موتورولا بود که در سال ۱۹۷۳ برای این کار حق امتیاز اعطا کرد. طبق گزارش‌ها، اولین تماس با نمونه اولیه با شماره اشتباهی تکمیل شد.
موتورولا توسعه دایناتک در آوریل ۱۹۷۳ اعلام کرد و گفت که انتظار می‌رود ظرف سه سال آن را به‌طور کامل عملیاتی کند. موتورولا گفته است که دایناتک دارای وزن ۳ پوند (۱٫۴ کیلوگرم) و قیمتی بین ۶۰ تا ۱۰۰ دلار در ماه خواهد بود. موتورولا پیش‌بینی کرد که هزینه آن تا ۲۰ سال آینده به ۱۰ یا ۱۲ دلار در ماه کاهش می‌یابد. موتورولا گفت، در حالی که دایناتک از شبکه مشابهی با شبکه خدمات تلفن همراه موجود استفاده نمی‌کند، پیش‌بینی می‌کند که این مشکل حل شود تا همه دستگاه‌های تلفن همراه تا حدود سال ۱۹۸۰ از یک شبکه استفاده کنند. در سال ۱۹۷۵، انتظارات موتورولا تغییر کرده بود. پیش‌بینی می‌شد که دایناتک تا سال ۱۹۸۵ به دلیل اقدامات کمیسیون ارتباطات فدرال ایالات متحده برای عموم منتشر شود.
در حالی که موتورولا در حال توسعه خود تلفن همراه بود، از سال ۱۹۶۸ تا ۱۹۸۳، آزمایشگاه‌های بل روی سیستمی به نام ای ام پی سی کار کردند، در حالی که دیگران تلفن‌های همراه را برای آن و سایر سیستم‌های سلولی طراحی کردند. مارتین کوپر، مدیر کل سابق بخش سیستم در موتورولا، تیمی را رهبری کرد که دایناتک ۸۰۰۰ ایکس را تولید کردند، اولین تلفن همراه تجاری موجود به اندازه‌ای کوچک که به راحتی قابل حمل باشد، و اولین تماس تلفنی را از آن برقرار کرد. مارتین کوپر اولین کسی بود که در سال ۱۹۷۳ یک تماس تلفن همراه آنالوگ بر روی یک نمونه اولیه برقرار کرد.
موتورولا دایناتک ۸۰۰۰ ایکس مقایسه با گوشی‌های امروزی بسیار بزرگ بود. این اولین تلفن همراه زمانی که در سال ۱۹۸۴ در ایالات متحده عرضه شد بسیار گران بود. قیمت خرده فروشی دایناتک، ۳۹۹۵ دلار (حدود ۱۲۱۰۰ دلار در سال ۲۰۲۴)، تضمین می‌کرد که به یک کالای انبوه تبدیل نمی‌شود (حداقل دستمزد در ایالات متحده ۳٫۳۵ دلار در هر ساعت بیشتر از ۳٫۳۵ دلار در هر ساعت بود، که من در ۱۹۸ ساعت آن را بیشتر از ۲۱۹ ساعت کار می‌کردم. بیش از ۷ ماه در هفته کاری ۴۰ ساعته - فقط برای تلفن کار می‌کنید، بدون مالیات). تا سال ۱۹۹۸، زمانی که میچل بازنشسته شد، تلفن‌های همراه و خدمات مرتبط دو سوم از درآمد ۳۰ میلیارد دلاری موتورولا را تشکیل می‌دادند.
در ۱۳ اکتبر ۱۹۸۳، دیوید میلهن اولین تماس تجاری بی‌سیم را با دایناتک از مرسدس بنز ۳۸۰اس ال سال ۱۹۸۳ خود با باب بارنت، رئیس سابق ارتباطات موبایلی آمریتچ برقرار کرد، که سپس با یک دایناتک از داخل یک رویداد کانورتیبل کرایسلر با نوه الکساندر گراهام آلمان تماس گرفت. این تماس، که در میدان سرباز در شیکاگو انجام شد، نقطه عطف بزرگی در ارتباطات محسوب می‌شود. بعدها، ریچارد اچ. فرنکیل، رئیس توسعه سیستم در آزمایشگاه بل، در مورد دایناتک گفت: «این یک پیروزی واقعی بود؛ یک پیشرفت بزرگ.»

## توضیحات
چندین نمونه اولیه بین سالهای ۱۹۷۳ و ۱۹۸۳ ساخته شد. محصول پذیرفته شده توسط ۲۸ اف سی‌سی اونس (۷۹۰ گرم) وزن و ۱۰ اینچ (۲۵ سانتی‌متر) ارتفاع داشت، بدون احتساب آنتن شلاقی انعطاف‌پذیر «اردک لاستیکی». علاوه بر صفحه کلید معمولی تلفن ۱۲ کلیدی، ۹ کلید ویژه دیگر نیز داشت:
- Rcl (یادآوری)
- Clr (روشن)
- Snd (ارسال)
- Sto (فروشگاه)
- Fcn (عملکرد)
- پایان
- Pwr (قدرت)
- قفل کنید
- جلد (حجم)

برخی از فناوری‌هایی که قبلاً در سیستم استفاده می‌شد، از جمله فرستنده گیرنده فلز-اکسید-نیمه هادی (ام او اس) و فناوری مودم استفاده می‌کرد.

## قابل حمل بودن
در حالی که ممکن است از نظر استانداردهای مدرن بسیار سخت تلقی شود، در آن زمان انقلابی تلقی می‌شد زیرا تلفن‌های همراه وسایل حجیمی بودند که در وسایل نقلیه یا در کیف‌های سنگین نصب می‌شدند. دایناتک ۸۰۰۰ ایکس ۱۰ اینچ (۲۵ سانتی‌متر) طول و ۲٫۵ پوند (۱ کیلوگرم) وزن داشت. این واقعاً اولین تلفن همراهی بود که می‌توانست بدون کمک اپراتور تلفن همراه به شبکه تلفن متصل شود و کاربر می‌توانست آن را حمل کند.